# 林惠
林惠是一只雌性大熊猫，於2001年9月28日在卧龙中国保护大熊猫研究中心出生，父母分别为盼盼与唐唐。与它同时出生的还有它的双胞胎兄弟林阳 (大熊猫)。

## 生平
2003年10月，林惠与另一只雄性大熊猫创创一同被租借给泰国清迈动物园，租借期为10年。2005年11月，动物园为它们举行了“婚礼”。2007年动物园曾为其进行人工受精，但未成功。2009年林惠再次进行人工受精后于5月27日产下幼仔。这只幼仔也是2009年全球诞生的首只大熊猫，其后在泰国政府举行的有奖征名活动中这一幼仔被命名为林冰。
2023年4月19日，林惠於泰國當地時間淩晨1時10分去世。2023年5月23日，官方公布死因，林惠是因动脉粥样硬化伴栓塞所致的多器官功能衰竭而死。